# جامعة دبرتسن
جامعة دبرتسن (بالمجريَّة: Debreceni Egyetem) هي جامعة مقرها مدينة دبرتسن المجرية، وهي أقدم مؤسسة للتعليم العالي في المجر، إذ أنشئت سنة 1538 وظلت تعمل منذ ذلك الحين. يدرس بالجامعة برنامج تعليمي باللغة الإنجليزية للطلاب الأجانب (الذين يبلغ عددهم في الجامعة نحو 4000 طالب)، وخاصة في مجال الطب، الذي بدأ تدريسه بالإنجليزية سنة 1986. يتبع الجامعة أيضًا حرم جامعي خاص بالعلوم الطبية الأساسية في محافظة غوتشانغ بكوريا الجنوبية.

## التاريخ

### التأسيس المبكر
بدأ التعليم العالي في دبرتسن مع كلية كالفيني دبرتسن، التي تأسست عام 1538 على مدى قرون من وجودها كانت واحدة من المؤسسات الرئيسية للتعليم العالي في المجر. في بداية القرن العشرين، تحولت الكلية إلى جامعة، ولديها ارتباط وتعاون قويان مع جامعة دبرتسن الإصلاحية اللاهوتية الحالية التابعة لكلية كالفيني.

### قبل وأثناء الحرب العالمية الأولى
في عام 1908، تم إنشاء أكاديمية كالفيني للعلوم الإنسانية، وفي عام 1912، تأسست الجامعة الملكية المجرية. قامت الجامعة بدمج كليات اللاهوت والقانون والفنون بالكلية وأضافت كلية الطب. بدأ التدريس في عام 1914 في مباني الكلية الكالفينية القديمة. في عام 1918، اُفْتُتِح أول مبنى جديد لكلية الطب، وتم الانتهاء من حرم كلية الطب الأصلي في عام 1927.

### بين الحربين العالميتين
في عام 1921، أخذت الجامعة اسم إشتفان تيسا، رئيس وزراء المجر السابق. في عام 1932 تم الانتهاء من بناء المبنى الرئيسي للجامعة، الذي يُعد أكبر مبنى في المدينة، وقد تم تصميمه على الطراز الباروكي الانتقائي.

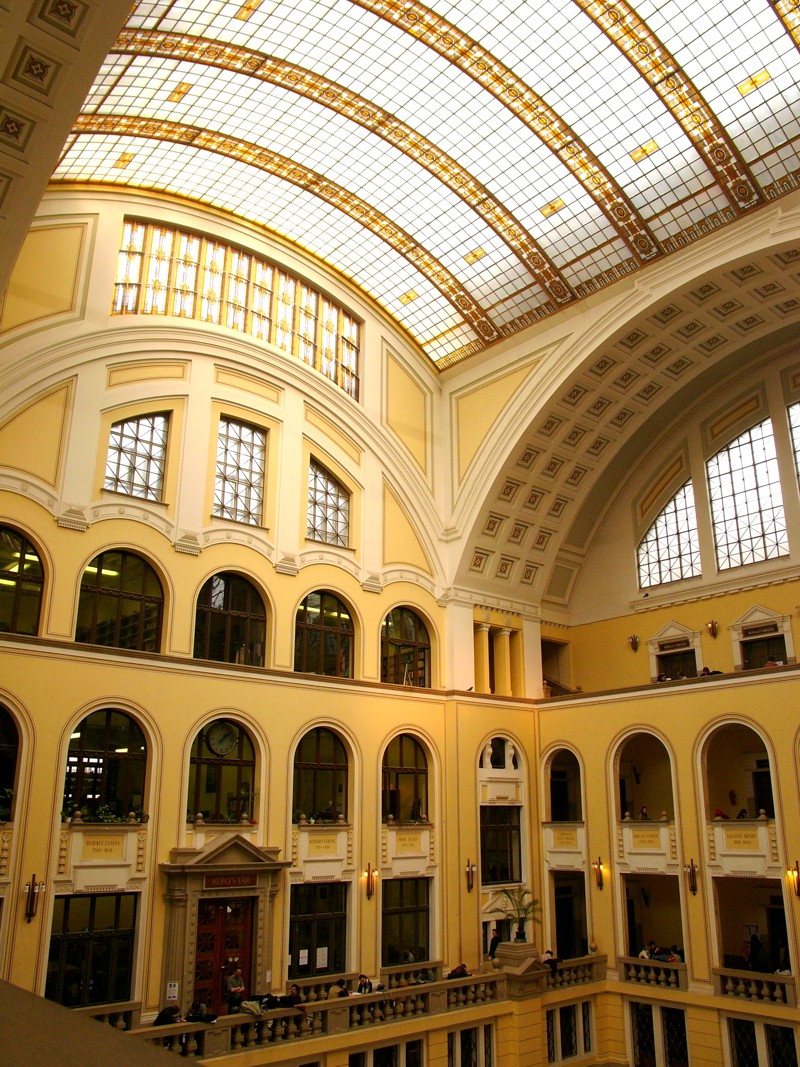
الفناء الداخلي لمبنى الجامعة الرئيسي (Díszudvar)

### بين عامي 1945 و 1990
في عام 1949/1950، تمت إعادة هيكلة وتنظيم الجامعة تحت السيطرة الشيوعية. كان الهدف الأساسي من «إعادة التنظيم» هو تقسيم الجامعة إلى مؤسسات أصغر وأقل تكاملًا، وأيضًا إضعاف أو حتى حل الوحدات التي لا تتلاءم مع جدول الأعمال السوفيتي في ذلك الوقت. أعيدت كلية اللاهوت إلى الكلية الكالفينية، وأصبحت كلية الطب جامعة مستقلة (حتى عام 2000)، وأوقفت كلية الحقوق، وطرد أعضاء هيئة التدريس من الجامعة. تم إغلاق أقسام فقه اللغة الإنجليزية والفرنسية والإيطالية والألمانية والكلاسيكية، بينما توسع قسم اللغة الروسية بشكل كبير. تم استئناف تدريس اللغات الغربية فقط بعد عام 1956، باستثناء الإيطالية التي لم يتم عرضها مرة أخرى حتى التسعينيات.

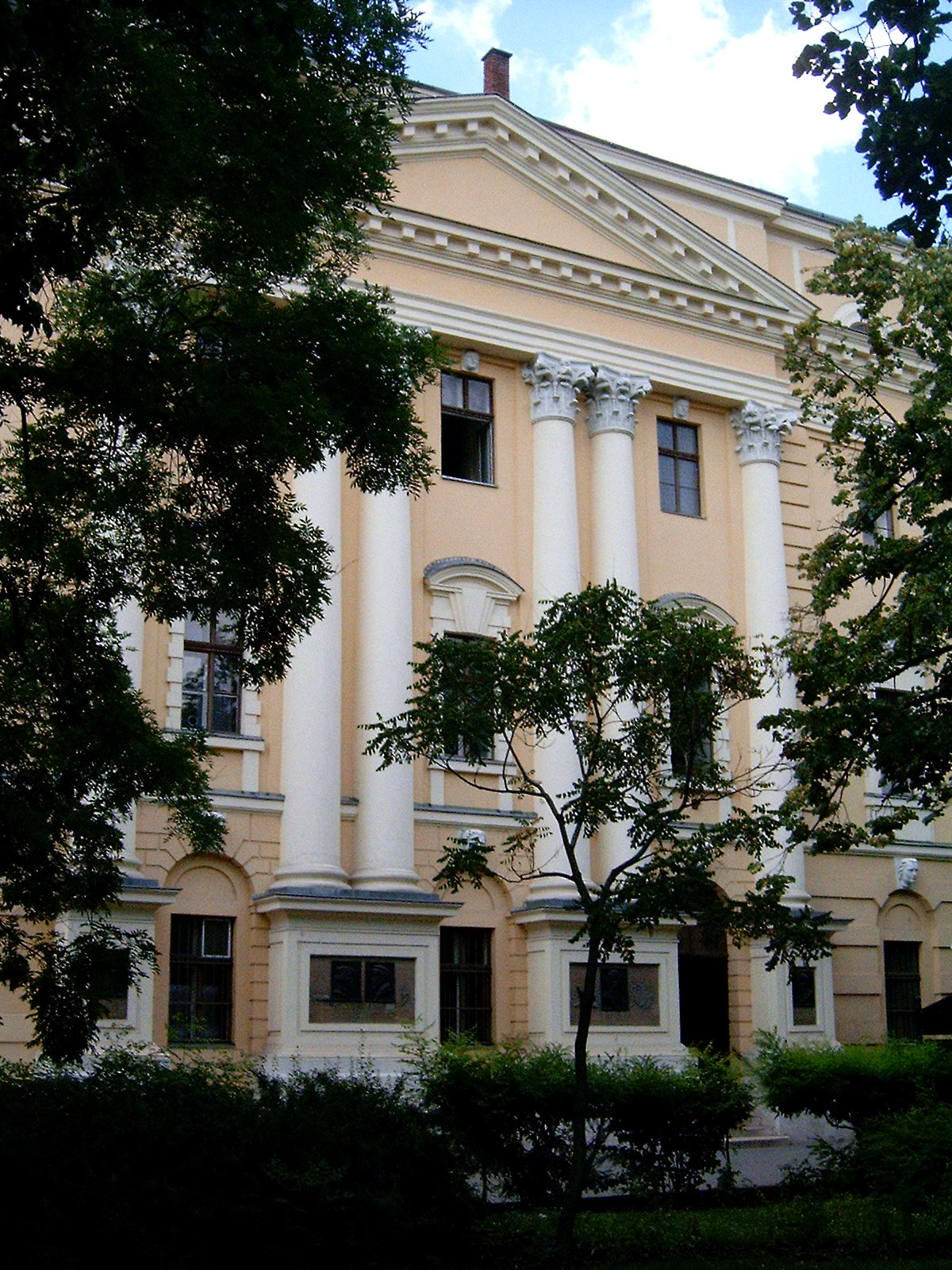
كلية كالفيني

أصبحت كلية العلوم الطبيعية كلية مستقلة في عام 1949، وانتقلت إلى مبنى الكيمياء الجديد في عام 1970.
في عام 1952، غيرت كلية الآداب وكلية العلوم الطبيعية اسمها إلى جامعة لويوش كوشوت، واحتفظت بها حتى عام 2000.

### القرن 21
في 1 يناير 2000، تم دمج كليات وجامعات مقاطعة هايدو-بيهار، وجامعة الزراعة، وجامعة لاجوس كوسوث، والجامعة الطبية. كانت جامعة ديبريسين الناتجة تضم خمس كليات جامعية وثلاث كليات على مستوى الكلية، و 20 ألف طالب.
في عام 2005 تم انتقاد الجامعة والتحقيق فيها بعد أن أفاد التلفزيون النرويجي أن بعض طلاب الطب، بمساعدة عدد قليل من المسؤولين، كانوا يهربون بشكل غير قانوني أجزاء من الجسم من مختبرات التشريح إلى غرفهم وأماكن إقامتهم للدراسة خارج المنهج الدراسي. لكن التحقيق لم يؤكد التقارير التلفزيونية. لم يتم العثور على أي أجزاء من الجسد مفقودة، ولكن تم تأديب موظف للسماح للطلاب بالوصول إلى المختبرات بعد ساعات.

## البناء

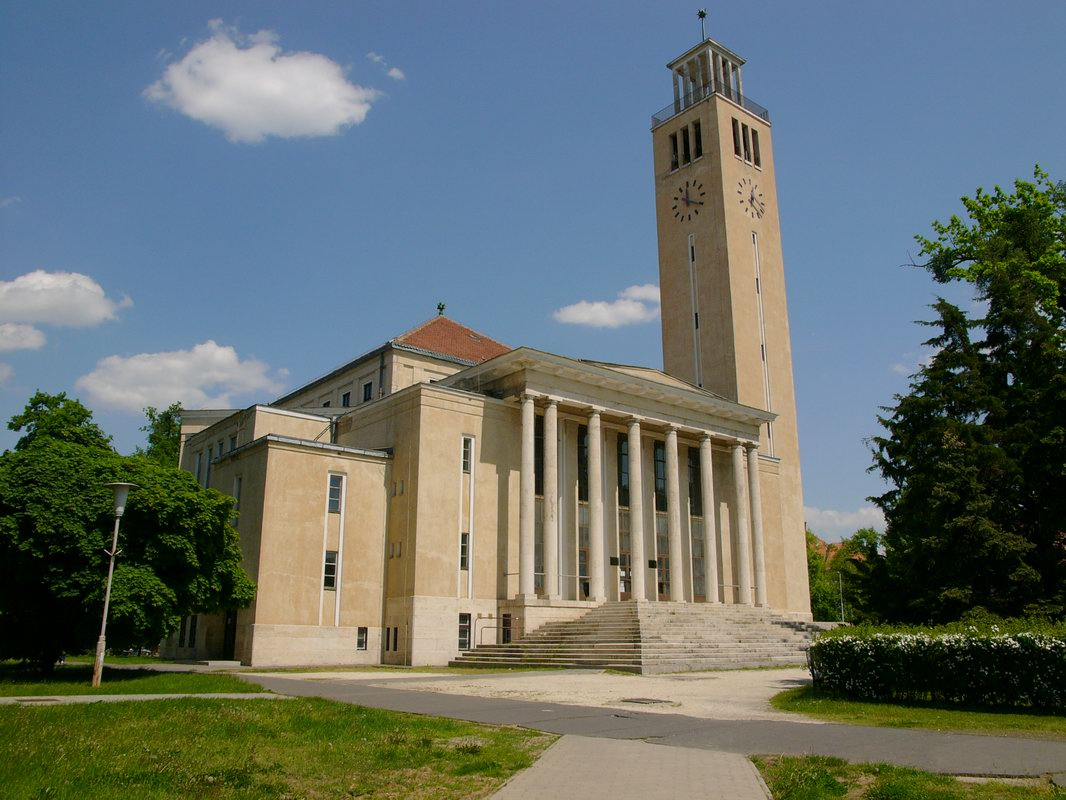
كنيسة الجامعة

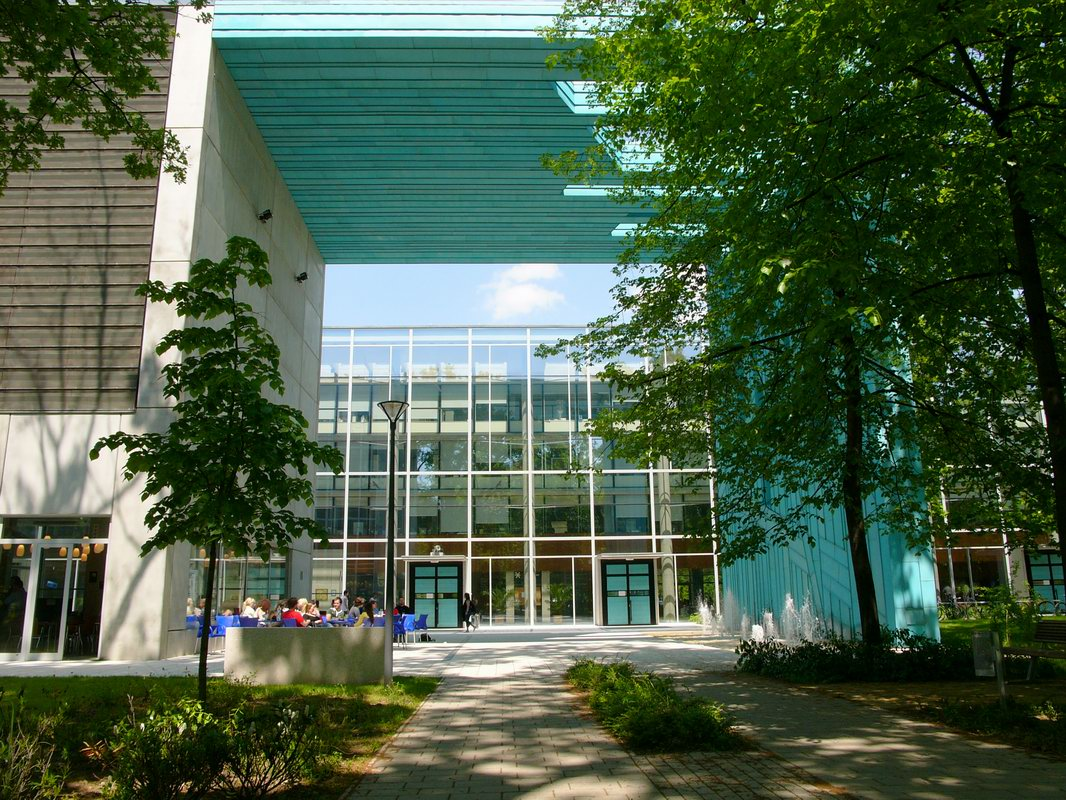
مبنى علوم الحياة

### الكليات والكليات
كلية العلوم الإنسانية
كلية طب الأسنان
كلية الاقتصاد والأعمال

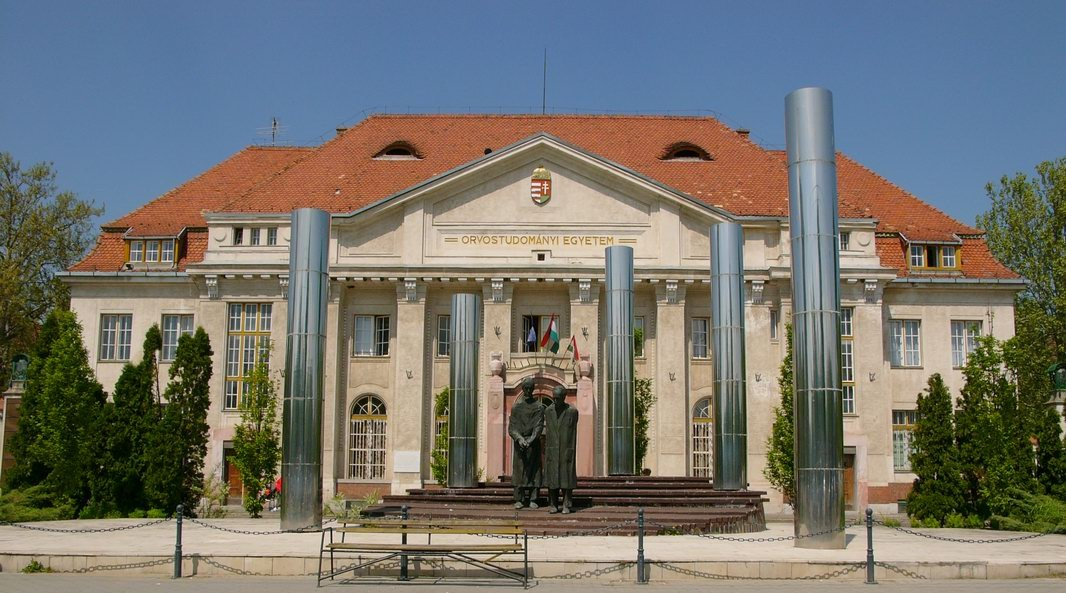
كلية الطب
كلية المعلوماتية
كلية الحقوق
كلية الموسيقى
كلية الصيدلة
كلية العلوم والتكنولوجيا
كلية الصحة العامة
كلية الهندسة
كلية تربية الأطفال وذوي الاحتياجات الخاصة

### الحرم الجامعي
تمتلك الجامعة حرمين جامعيين رئيسيين، كلاهما في دبرتسن: الرئيسي الأقدم، والذي يستضيف غالبية أقسام كليات العلوم الإنسانية، والعلوم، والطب، والموسيقى، وكذلك الحديقة النباتية؛ والحرم الجامعي الأصغر «كاساي رود» حيث توجد معظم مباني كليات القانون والاقتصاد والمعلوماتية.بالإضافة إلى ذلك، تنتشر العديد من الوحدات الصغيرة في جميع أنحاء المدينة، على سبيل المثال أقسام الفيزياء ومعهد البحوث النووية في الأكاديمية الهنغارية للعلوم لتشكيل «حرم جامعي صغير» أو كلية الهندسة الزراعية. تتمتع كلية الهندسة أيضًا بالحرم الجامعي الخاص بها في شارع Ótemető.

### المكتبة
مكتبة جامعة دبرتسن هي أكبر مكتبة جامعية في المجر، وواحدة من المكتبتين الوطنيتين للبلاد (الأخرى هي مكتبة Széchényi الوطنية في بودابست). عدد السجلات في المكتبة أكثر من 6 ملايين.

## خريجون وأساتذة بارزون

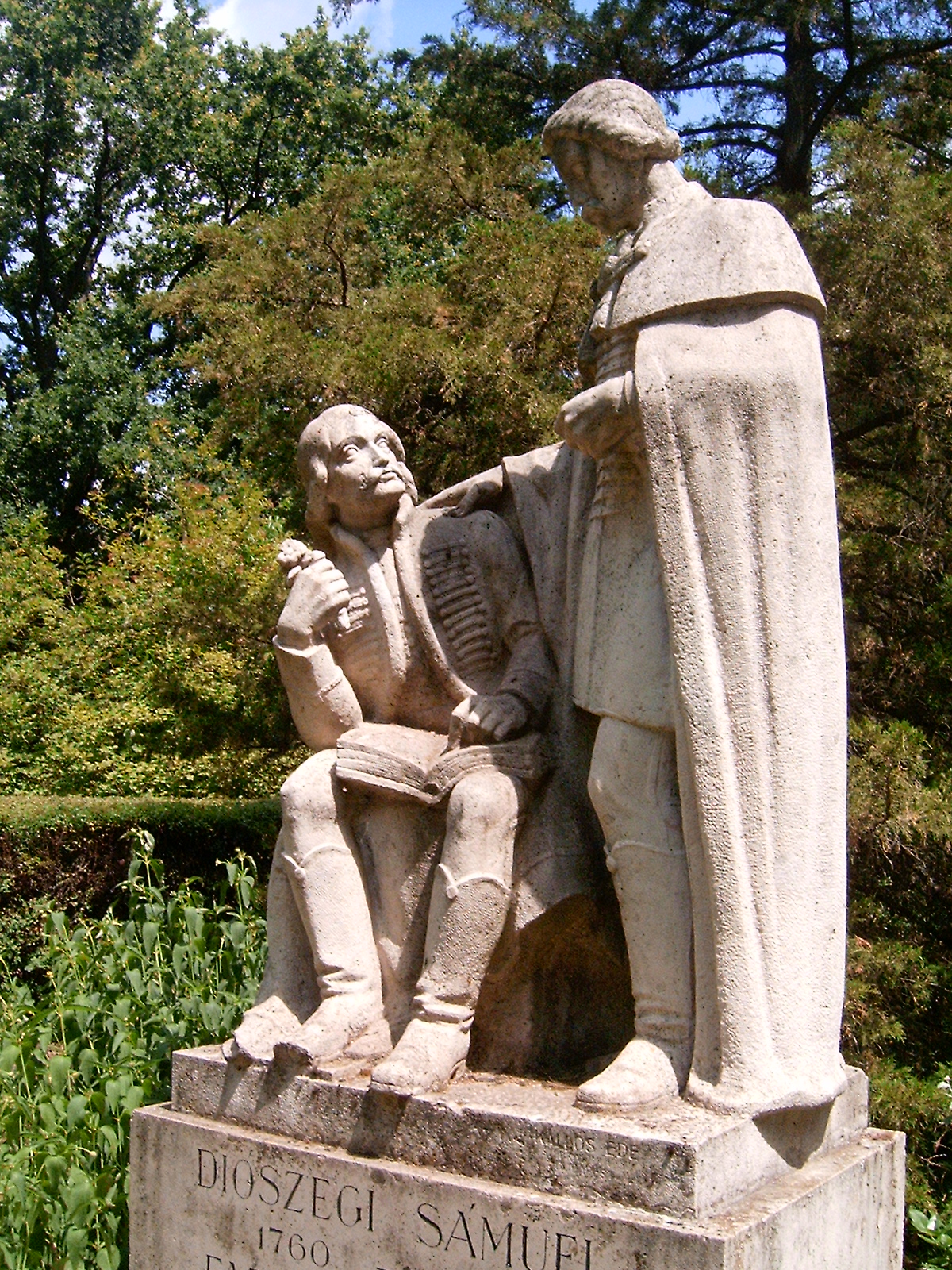
تمثال صموئيل ديوسيجي وميهالي فازيكاس

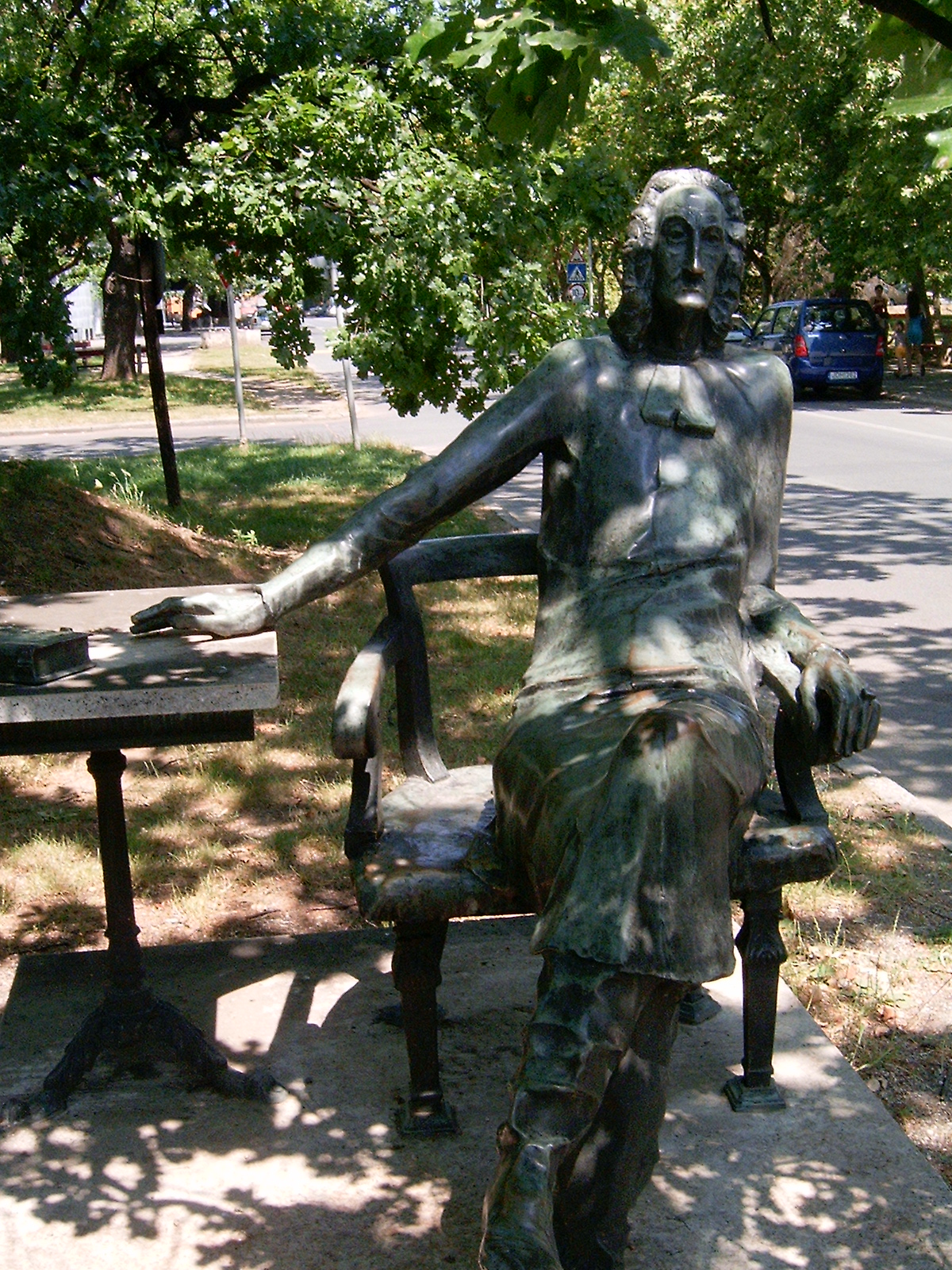
تمثال للبروفيسور استفان هاتفاني

- يانوس أراني، كاتب وشاعر (1817-1882)
- سامويل ديوسيجي، كاهن، عالم نبات (1760-1813)
- لاجوس دوموكوس، قاضي، كاتب (1728-1803)
- استفان هاتفاني، عالم رياضيات (1718-1786)
- فيرينك كيريكس، كيميائي وعالم رياضيات (1799–1850)
- فيرينك كولسي، شاعر وسياسي (1790-1838)
- إيمري لاكاتوس، عالم رياضيات وفيلسوف (1922-1974)
- جوزيف لوغوسي، لغوي (1812-1884)
- فيرينك ميدجيسي، نحات (1881–1958)
- الفريد ريني، عالم رياضيات (1921–1970)
- ماجدة صابو، كاتبة (1917-2007)
- أندور زينتيفاني، طبيب (1926-2005)
- تاماس جوهاز، مدرس الكيمياء في مدرسة بيبودي قدامى المحاربين التذكارية الثانوية
- كالمان فارجا، فيزيائي
- استفان ويزبريمي، طبيب (1723-1799)
- زسوزانا جاكاب، منظمة الصحة العالمية المدير الإقليمي لأوروبا (2010-2014 ؛ 2015-2019)
- جيولا بريسكين، الحائزة على جائزة الأوسكار 2010، عن برنامج "Luster" لبرنامج DI
- تاماس بيرلاكي، الحائز على جائزة الأوسكار 2010، "Luster"

## معرض صور

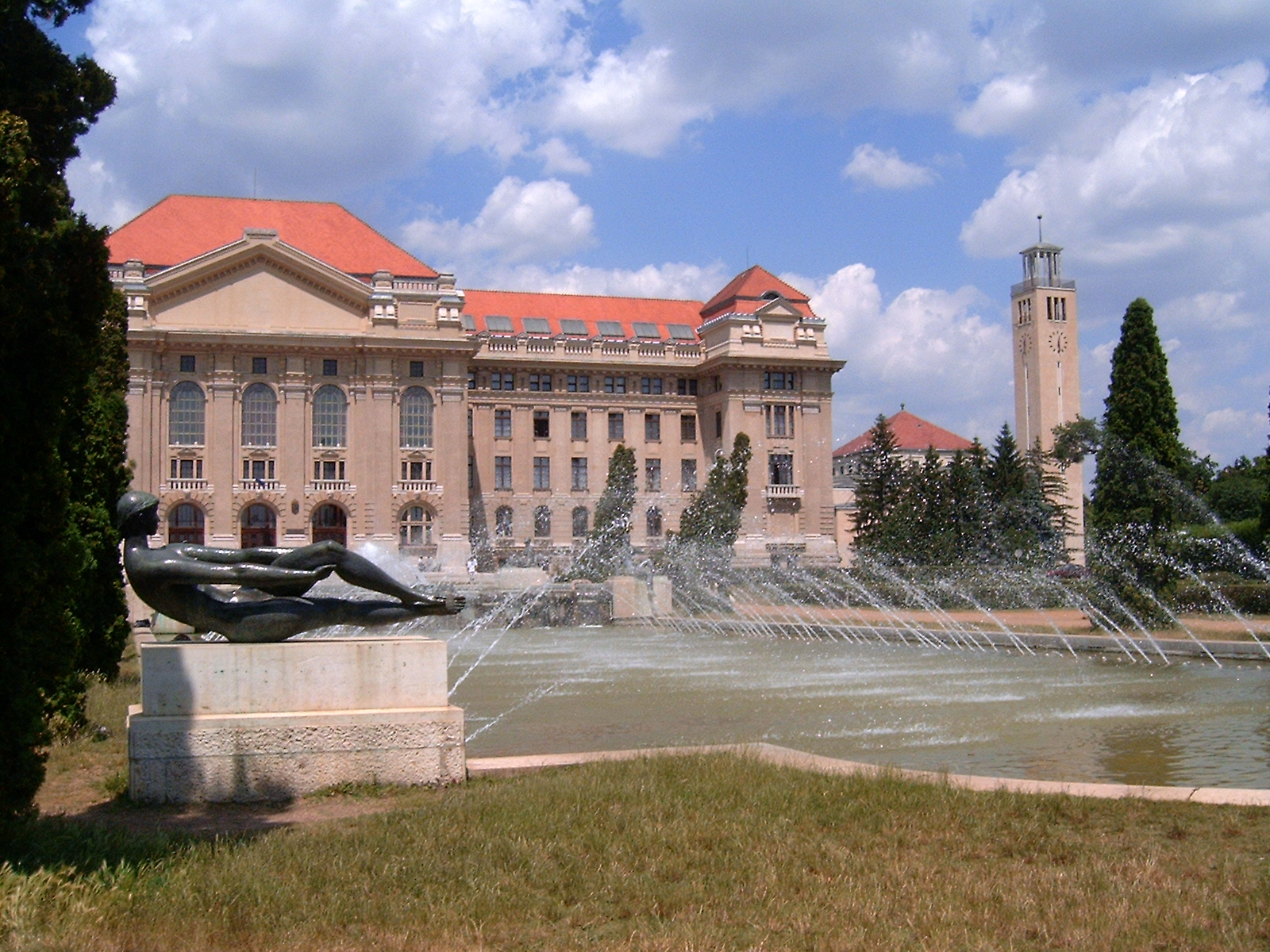
المبنى الرئيسي
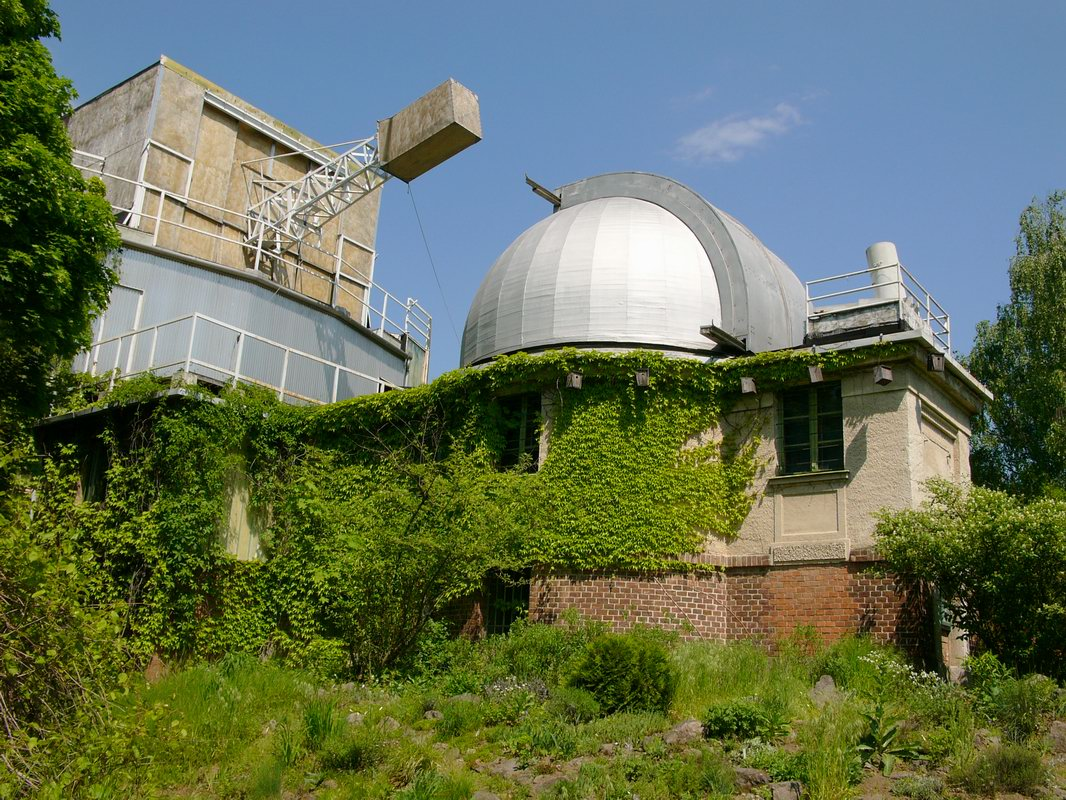
مرصد الفيزياء الشمسية
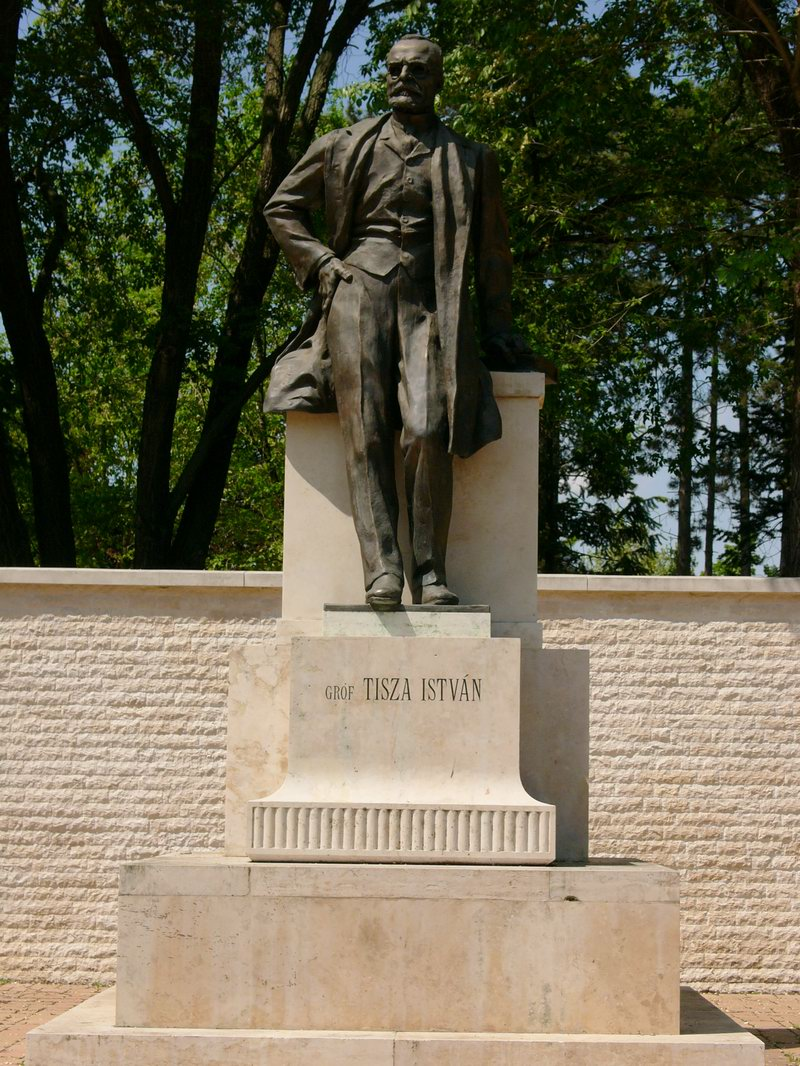
تمثال استفان تيسا
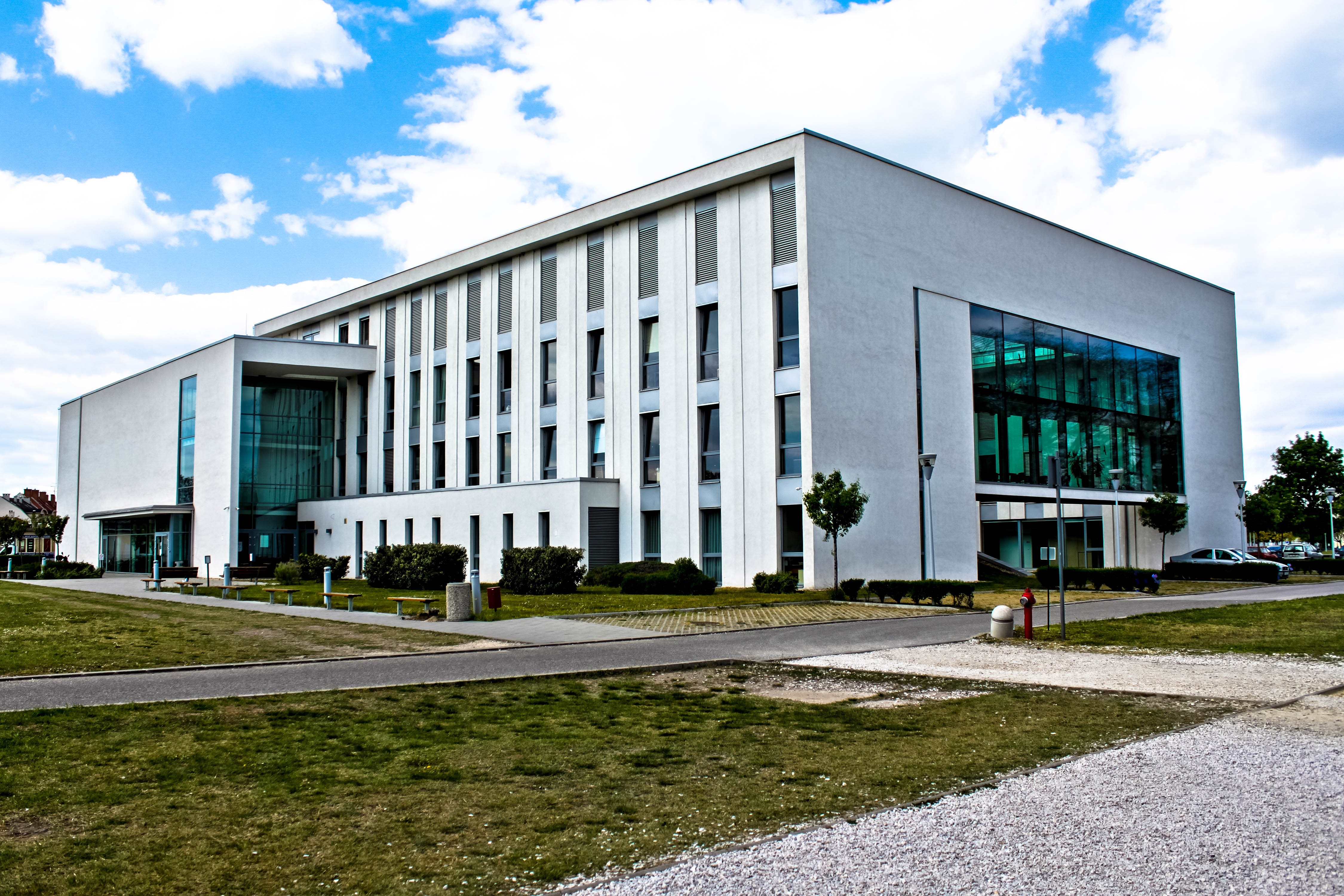
جامعة ديبريسين - كلية المعلوماتية

## روابط خارجية
- الموقع الرسمي